# Warm Mineral Springs
Warm Mineral Springs ist  ein census-designated place (CDP) im Sarasota County im US-Bundesstaat Florida. Das U.S. Census Bureau hat bei der Volkszählung 2020 eine Einwohnerzahl von 5.442 ermittelt. 

## Geographie
Warm Mineral Springs liegt am Ostufer des Myakka River und grenzt im Osten direkt an die Stadt North Port. Der Ort liegt dabei rund 40 km südöstlich von Sarasota sowie etwa 120 km südlich von Tampa. Der CDP wird vom Tamiami Trail (U.S. 41) durchquert.

## Demographische Daten
Laut der Volkszählung 2010 verteilten sich die damaligen 5061 Einwohner auf 4196 Haushalte. Die Bevölkerungsdichte lag bei 857,8 Einw./km². 96,5 % der Bevölkerung bezeichneten sich als Weiße, 1,5 % als Afroamerikaner, 0,2 % als Indianer und 0,3 % als Asian Americans. 0,5 % gaben die Angehörigkeit zu einer anderen Ethnie und 1,0 % zu mehreren Ethnien an. 3,3 % der Bevölkerung bestand aus Hispanics oder Latinos.
Im Jahr 2010 lebten in 4,8 % aller Haushalte Kinder unter 18 Jahren sowie 80,8 % aller Haushalte Personen mit mindestens 65 Jahren. 60,3 % der Haushalte waren Familienhaushalte (bestehend aus verheirateten Paaren mit oder ohne Nachkommen bzw. einem Elternteil mit Nachkomme). Die durchschnittliche Größe eines Haushalts lag bei 1,81 Personen und die durchschnittliche Familiengröße bei 2,22 Personen.
6,0 % der Bevölkerung waren jünger als 20 Jahre, 6,4 % waren 20 bis 39 Jahre alt, 10,4 % waren 40 bis 59 Jahre alt und 77,3 % waren mindestens 60 Jahre alt. Das mittlere Alter betrug 71 Jahre. 46,7 % der Bevölkerung waren männlich und 53,3 % weiblich.
Das durchschnittliche Jahreseinkommen lag bei 43.116 $, dabei lebten 13,1 % der Bevölkerung unter der Armutsgrenze.
Im Jahr 2000 war Englisch die Muttersprache von 91,15 % der Bevölkerung, Deutsch sprachen 2,19 % und 6,66 % hatten eine andere Muttersprache.